# レオポルド・エットリンガー
レオポルド・デビッド・エットリンガー（英: Leopold David Ettlinger, 1913年4月20日 - 1989年7月4日）は、ウォーバーグ研究所のユダヤ人歴史学者である。1970年から1980年にかけてカリフォルニア大学バークレー校芸術学部長を務めた。著書のいくつかを3番目の妻ヘレン・シャーロック・エットリンガー（Helen Shahrokh Ettlinger）と共著で執筆した。
エットリンガーはドイツのハレで生まれ、1938年にナチス・ドイツからの難民としてイギリスに来た。マン島で一時的に抑留されている間に、1948年から1964年まで在籍していたウォーバーグ研究所の他の美術史家と知り合った。1964年から彼はロンドン大学でエルンスト・ゴンブリッチの後任として美術史のダーニング・ローレンス教授の非常勤教授となった。1970年にカリフォルニア大学バークレー校に移り、イギリスのレディング大学とイェール大学でも教鞭を執った。結婚したヘレン・エトリンガーはカリフォルニアの出身で、バークレーで学んだ。2人は後に離婚した。

## 著書
- The Arts in Western Europe: Northern Europe, in New Cambridge Modern History, vol. 1 The Renaissance 1493-1520, Cambridge University Press, 1957.
- The Sistine Chapel before Michelangelo: Religious Imagery and Papal Primacy, Clarendon Press, 1965.
- Botticelli, (with Helen S. Ettlinger), Thames and Hudson (World of Art), 1976.
- Antonio and Piero Pollaiuolo: Complete Edition with a Critical Catalogue, Phaidon, 1978.